# The End (film, 1998)
Pour plus de détails, voir Fiche technique et Distribution.
The End est un film américain sur le skateboard réalisé par Jamie Mosberg et édité par Birdhouse Skateboards. Le film original est publié en 1998, mais il est réédité en 2001 en DVD et VHS,.
The End se démarque des autres vidéo de skate car il est tourné comme un vrai film de cinéma,. C'est également la première fois qu'une vidéo de skateboard mobilise d'aussi gros moyens techniques, aussi bien du point de vue des techniques de tournages, qu'au niveau  des infrastructures de skateboard.

## Distribution
- Rick McCrank
- Willy Santos
- Andrew Reynolds
- Brian Sumner
- Ali Cairns
- Jeff Lenoce
- Stephen Berra
- Heath Kirchart
- Jeremy Klein
- Tony Hawk
- Bucky Lasek

Janine Lindemulder & Kobe Tai : Apparition dans les séquences de rêve de Jeremy Klein et Heath Kirchart.

## Bande originale
Le film propose les vidéos des skaters sur les fonds sonores suivant, :
- Intro & Rick McCrank : Propellerheads - Bang on!
- Willy Santos : Warren G - Regulate (feat. Nate Dogg)
- Andrew Reynolds Intro/Outro : Har-You Percussion Group - Feed Me Good
- Andrew Reynolds #1 : Spazz - Sweet Home Alabama
- Andrew Reynolds #2 : Portishead - Undenied
- Brian Sumner, Ali Cairns, Jeff Lenoce : Misfits - Night of the Living Dead
- Steve Berra #1 : Charlie Gaspadarek - Pins & Needles
- Steve Berra #2 : Charlie Gaspadarek - Scene
- Destruction : Rob Zombie - Superbeast
- Mansion : Sinatra Guy - Blue Note
- Heath Kirchart & Jeremy Klein : Tom Petty & The Heartbreakers - Don't Come Around Here No More
- Tony Hawk #1 : Beastie Boys - The Move
- Tony Hawk #2 & Credits : Propellerheads - On Her Majesty's Secret Service
- Bonus : Tony Hawk #1 : Peter And The Test Tube Babies - Blown Out Again
- Bonus : Andrew Reynolds : Sprung Monkey - American Made
- Bonus : Heath Kirchart : El Centro - American Made
- Bonus : Jeremy Klein #1 : Queens Of The Stone Age - If Only
- Bonus : Jeremy Klein #3 : Nobody - Syde Trips
- Bonus : Steve Berra - Queens Of The Stone Age How to Handle a Rope
- Bonus : Le Making Of : Refused - New Noise